# أمان قرة جة
أمان قرة جة (بالفارسية: امان قره‌جه) هي قرية تقع في غلستان في إيران. يقدر عدد سكانها بـ 863 نسمة .